# Stangea henrici
Stangea henrici är en kaprifolväxtart som beskrevs av Graebner. Stangea henrici ingår i släktet Stangea och familjen kaprifolväxter. Inga underarter finns listade i Catalogue of Life.